# Megalithkultur
| QS Vor- und Frühgeschichte | Dieser Artikel wurde aufgrund von inhaltlichen Mängeln auf der Qualitätssicherungsseite des WikiProjekts Vor- und Frühgeschichte eingetragen. Dies geschieht, um die Qualität der Artikel aus diesem Themengebiet auf ein akzeptables Niveau zu bringen. Bitte hilf mit, die inhaltlichen Mängel dieses Artikels zu beseitigen, und beteilige dich bitte an der Diskussion! |  |

Megalithkultur (von altgriechisch μέγας mégas „groß“ und λίθος líthos „Stein“) ist ein archäologischer und ethnographischer Begriff, der in der Forschungsgeschichte umstritten ist. Insbesondere wurde die Hypothese angezweifelt, der zufolge die verschiedenen megalithischen Kulturen einen einzigen gemeinsamen Ursprung hätten.
Die Bezeichnung Megalithkultur hat mehrere Bedeutungen:
1. Mit „Megalithkultur“ wird eine Kultur bezeichnet, die rituelle Bauwerke, unter anderem Gräber, größerer bis großer Dimension, insbesondere aus großen Steinen, errichtet, die nur relativ grob bearbeitet werden, oder die, in seltenen Fällen, Monumente aus Gesteinsmassen aushöhlt. Als Ursprungs- oder Parallel-Phänomen sieht Childe „megaxylische“ Bauwerke (megaxylic: wörtlich: 'groß-hölzern'), die dann auch in Stein übersetzt werden können (vgl. Woodhenge, Pömmelte). Megalithische Bauwerke finden sich an vielen Stellen auf dem Globus. So spricht Childe (1946) von verschiedenen Megalithkulturen (megalithic cultures) von Europa über Asien bis in den Pazifik (Moai). Eine zugrundeliegende, einheitliche Kultur (single ‘culture’) sieht er dabei ausdrücklich nicht.[2] Andere finden Megalithkulturen auch in Afrika, Meso- und Südamerika[3] oder sogar noch im zeitgenössischen Indonesien (Nias).[4] Megalithkulturen in diesem Sinne finden sich (in der Regel) ab dem Epipaläolithikum (zum Beispiel Göbekli Tepe), dann vor allem in der Jungsteinzeit (Neolithikum – zum Beispiel Steingehege der Bretagne, Trichterbecherkultur, Stonehenge), in der Kupfersteinzeit (zum Beispiel Schnurkeramische Kultur), in der Bronzezeit (zum Beispiel Rösen mit megalithischer Steinkiste, Tholoi) und bis in die Eisenzeit und das Mittelalter (zum Beispiel Mazzeben, Bautasteine, Runensteine, Schiffssetzungen)[5]. Bearbeitung, Transport und Errichtung dieser Steine und gegebenenfalls der daraus zusammengesetzten Monumente setzt eine bedeutende kollektive, organisierte Anstrengung, also eine bereits relativ hoch entwickelte soziale Organisation voraus, die unter anderem in den kollektiv-rituellen Bauwerken der Megalithkulturen auch zum Ausdruck kommt.
2. Die Vorstellung einer über große Distanzen, manchmal weltweit verbreiteten Kultur, die durch die Großsteinbauten und weitere Merkmale miteinander verbunden ist, wird der Diffusions-Theorie zugeordnet. Zeitliche Unterschiede zwischen den verschiedenen megalithischen Phänomenen werden durch die Dauer der Migration und die dabei zurückgelegten Distanzen erklärt. Diese Theorie ist vor allem mit dem Namen des englischen Kulturanthropologen William James Perry (1887–1949) verbunden. In einem engeren geographischen Rahmen verwendeten auch Oscar Montelius (1843–1921) und Sophus Müller (1846–1934) ein Migrationsmodell für die Ausbreitung der Megalithkultur, die vom Orient über Nordafrika nach Westeuropa und von dort weiter nach Norden und Osten vorgedrungen sein sollte.[6] Carl Schuchhardt (1859–1943) kehrte die Ausbreitungsrichtung um und leitete die griechischen Tholoi von westeuropäischen Vorbildern ab.[7]
3. Die Idee, dass der Bau mit großen Steinen mit einer besonderen Ideologie verbunden ist, auch wenn die Bautraditionen nicht unbedingt in einer genetischen Beziehung stehen, wird als Grundlage für eine eigene Kultur angesehen. So bringt der Ethnograph Adolf Ellegard Jensen (1899–1965) Großsteinbauten mit einem „ausgeprägten Totenkult und Ahnendienst“ in Verbindung.[8] Diese Idee steht mit der Frobenius’schen Kulturmorphologie in Verbindung.
4. „Megalithkultur“ wurde als Synonym für Trichterbecherkultur oder vielmehr deren Nord-, West- und Ostgruppe verwendet. Diese Bezeichnung war aber mit der Idee eines „Megalithvolkes“ verbunden. Nach Ernst Wahle[9] und Hermann Güntert entstand dieses aus einer Vermischung von einwandernden Germanen und dem „Megalithvolk“. Güntert setzt die „Streitaxtleute“ mit den Indogermanen gleich; sie hätten den „megalithischen Bauernadel“ unterworfen, der in dieser Gegend den Ackerbau eingeführt hatte.[10] Güntert nahm an, dass dieses Megalithvolk eine Sprache sprach, die mit dem Baskischen, Etruskischen und „Ägäischen“ verwandt war; einige ihrer Wörter hätten jedoch überlebt, unter anderem in den neuhochdeutschen Wörtern Flint, Felsen, Halle und Burg.[11]

Karl Josef Narr verweist darauf, dass Ethnographie und Archäologie mit verschiedenen Definitionen von „Megalithkultur“ arbeiten. Er macht darauf aufmerksam, dass „sich die prähistorische Megalithik nicht mit irgendeiner, durch archäologische Mittel herauszuarbeitenden Formengruppe deckt oder mit einiger Wahrscheinlichkeit als in einem derart aufgestellten Komplex wurzelnd erweisen läßt.“

## Aktuelle Forschungen zur Ausbreitung von Megalithbauten

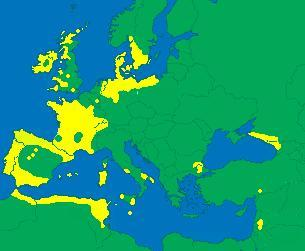
Karte mit Fundregionen in gelb

Die Möglichkeit, das Alter der in Westeuropa und im Mittelmeerraum verbreiteten Anlagen mit der Radiocarbonmethode zu ermitteln, bringt die Hypothesen wieder zurück in die Nähe einer zusammenhängenden Entstehung.

„There are two competing hypotheses for the origin of megaliths in Europe. The conventional view from the late 19th and early 20th centuries was of a single-source diffusion of megaliths in Europe from the Near East through the Mediterranean and along the Atlantic coast. Following early radiocarbon dating in the 1970s, an alternative hypothesis arose of regional independent developments in Europe.“

„Neue Analysen ergaben auffällige Hinweise auf eine allmähliche Ausbreitung der Megalith-Idee aus einem Ursprungszentrum heraus, die wohl vor 4500 v. Chr. im Nordwesten Europas ihren Anfang nahm.“
Die Jungsteinzeit-Forscherin Bettina Schulz Paulsson von der Universität Göteborg hatte nach ihren Angaben im Fachmagazin »PNAS« (Proceedings of the National Academy of Sciences of the United States of America) mit der Kohlenstoffdatierung „2410 Fundstellen anhand von zum Teil bereits früher untersuchten Proben im Kontext der Megalithbauten und von gleich alten Artefakten benachbarter Kulturen (bestimmt). […] Offenbar entstanden die frühesten Megalithstrukturen im Nordwesten des heutigen Frankreich im frühen 5. Jahrtausend v. Chr. in nur rund 200 bis 300 Jahren.“
Ein Muster „von drei Ausbreitungswellen mit Ursprung in Nordwestfrankreich“ sei über Seerouten zu bestimmen: „‚They were moving over the seaway, taking long distance journeys along the coasts‘, says Schulz Paulsson. This fits with other research she has carried out on megalithic art in Brittany, which shows engravings of many boats, some large enough for a crew of 12.“
Insgesamt stellte Schulz-Paulsson 35.000 Megalith-Objekte fest. Die untersuchten Monumente liegen in Skandinavien, auf den britischen Inseln, in der Bretagne, in Nordspanien, Korsika und Sardinien sowie in Süditalien und auf Malta. Sehr frühe Formen fänden sich im Pariser Becken (Typ Passy).
Der deutsche Naturwissenschaftler Helmut Tributsch (Freie Universität Berlin), der in seine Forschung auch historische Überlegungen einbezog und in den 1980er Jahren zu ähnlichen Schlüssen wie Schulz-Paulsson kam, wies auf Megalith-Bauten „an der Küstenlinie Nordafrikas zwischen Marokko (Steinkreis) und Tunesien“ hin: „Aber sie sind noch wenig untersucht.“

## Deutungen

### Geistig-religiöse Interpretationen
Für Andrew Sherratt gelten Megalithbauten als Hauptmerkmal der Bauernkulturen, zum Beispiel der Trichterbecherkultur (TBK) Nordmitteleuropas und repräsentieren ihre Wertvorstellungen und eine mythisch-theistische Glaubenswelt. Megalithanlagen waren mit einer Heiligkeit ausgestattet, die von den nachfolgenden Kulturen übernommen wurden und repräsentierten eine Bedeutung, die der Platz für die Bauern hatte, waren Schauplatz regelmäßiger Rituale und Zeremonien und wurden errichtet in der Hoffnung, dass sie immerfort über die jährlichen Zyklen des Lebens hinweg bis in die Unendlichkeit Bestand hätten, quasi als Orte mit der Funktion eines kollektiven Gedächtnisses und einer sakralen Landschaftsgestaltung, die sich mitunter zu Zentralheiligtümern mit starker Bindewirkung für die Gemeinschaft entwickelten. Erst die zunächst weit mobileren Schnurbandkeramiker lösten diese Tradition ab und gingen zu kleinen, individuellen Gräbern über. Die kreisförmigen Anlagen der Britischen Inseln, die sog. Henge-Monumente, wiederum hätten astronomische Bezüge.
Nach der Encyclopedia Britannica kann der Brauch möglicherweise auf einem Kult der Toten und Ahnen beruhen, denen solche Steine eine gewisse Dauerhaftigkeit und monumentale Form verlieh. Teilweise habe man wohl auch geglaubt, dass die Ahnen in ihnen wohnten. Einzelne Steine wie die Menhire seien aber schwieriger zu erklären. Wo sie jedoch in menschliche Form gebracht wurden, könnten sie Symbole des Sitzes der Ahnen gewesen sein. Eine einheitliche Deutung aller megalithischen Monumente sei jedoch nicht möglich, und es sei sicher auch falsch, von einer regelrechten megalithischen Religion zu sprechen, vielmehr solle man bei megalithischen Monumenten besser von einer großartigen Manifestation von Ideen sprechen, die durchaus recht unterschiedlich gewesen sein könnten, unter denen jedoch der Totenkult eine wichtige Rolle gespielt habe. Eine ähnliche Meinung vertritt auch Hermann Müller-Karpe, insbesondere nach Auswertung von Begleitfunden, Idolen, anthropomorphen Stelen, Ritualobjekten und ikonographischen Objekten wie Stierhörnern usw., die seines Erachtens für die iberischen Megalithe eine totenkultische Bedeutung erkennen lassen, zusammen mit einer religiösen Heilshoffnung, die „in neuer Weise die Ewigkeitshoffnung in Form einer expliziten Jenseitsexistenz einbezog“. Außerdem waren sie offenbar Orte, in denen sich die Transformation der Toten zu Ahnen vollzog, wo aber auch die Welt der Toten von der der Lebenden abgegrenzt wurde, wobei oft auffällt, dass es bei der Anlage von Gräbern keine Sichtverbindung zu den Wohnorten und Arealen der Lebenden gibt.
Klaus Schmidt urteilt über die megalithischen Anlagen mit ihren Großskulpturen in dem frühneolithischen Göbekli Tepe in Anatolien: „Bei der Suche nach Vergleichen für die anthropomorphen Pfeiler der Steinzeit stößt man schnell auf die europäischen Menhire und ihr nahöstliches Pendant, die Mazzeben (hebräischer Plural: Mazbot) des semitischen Kulturkreises. Ohne dass eine wie auch immer geartete inhaltliche Übereinstimmung der steinzeitlichen Pfeiler mit den genannten jüngeren Phänomenen erweisbar wäre, soll angemerkt sein, dass Menhire und Mazzeben am ehesten als Behausung eines Numens – einer verehrten Gottheit oder eines Totengeistes – gedeutet werden können.“ Daraus zieht er den Schluss, dass Göbekli Tepe als „Monument des Totenkultes zu sehen sei“.
Entsprechend urteilt Victor Maag für die weit jüngeren kupfersteinzeitlichen Megalithen Palästinas (um 4000 v. Chr.), die Megalithe seien Sakralorte gewesen, die von späteren Völkern Palästinas wie den Kanaanäern und Israeliten übernommen und ihren eigenen Anschauungen angepasst worden seien. Von den Schöpfern der Mazzeben, dem von ihnen so genannten „Volk der Totengeister“, hätten sie auch den Brauch übernommen, dort zu schlafen, um Wahrträume zu bekommen, wie dies etwa in der hebräischen Bibel und der ephraimitischen Kultlegende für den Erzvater Jakob beschrieben ist, dem am Stein von Bethel der Gott El erschien (Traum von der Himmelsleiter, Gen. 28, 10–22), wonach der Stein zum Kultzentrum wurde. Allerdings sei wohl nur hervorragenden Toten ein solcher Menhir errichtet worden. „Ihnen baute man Dolmen als steineren Häuser, stellte ihnen einen einzelnen großen Felszahn oder eine Felsplatte auf, worin sie sich niederließen, oder man umgab ihr Grab, weil an ihm die einstige ‚Macht‘ der Verstorbenen spürbar wurde, mit einem Cromlech als Abschrankung. In diesem magischen Kreis wurde – jedenfalls durch ein entsprechendes Ritual – der Tote gebannt, damit er nicht herumflanierte. In einzelnen Cromlechs mögen auch ganze Sippen ihre Toten bestattet haben. Solche Cromlechs – die Semiten, die sie in Palästina antrafen, nannten sie Gilgal („Kreis“) – schließen oft eine oder mehrere Mazzeben ein, wodurch seine Erklärung seiner Ansicht nach an Wahrscheinlichkeit gewinnt.“

### Soziologische Interpretationen
Studien und Experimente haben gezeigt, wie hoch das technische Wissen der Erbauer von Dolmen gewesen sein mag. In einem Experiment von 1979 waren 200 Menschen notwendig, um einen 32 Tonnen schweren Steinblock zu ziehen und aufzurichten, der immer noch viel leichter war als die 100 Tonnen anderer Monumente. Es ist jedoch nicht gesichert, dass dies den prähistorischen Methoden entspricht. Auch der Transport solcher Blöcke über oft viele Kilometer vom Steinbruch zum Ort des Baues (bei Stonehenge bis zu 380 km) erforderte eine ausgeklügelte Logistik, die nur einer gut organisierten größeren Gemeinschaft zur Verfügung stand. Allerdings weist Andrew Sherratt darauf hin, dass Großbauten wie die europäischen Megalithgräber im Prinzip auch von kleinen Gemeinschaften ohne hierarchische Gesellschaftsstruktur erbaut worden sein könnten. Ob nun große, hierarchisch organisierte oder kleine, wenig geschichtete Gruppen: Die soziale Bedeutung dieser kollektiven Arbeiten muss erheblich gewesen sein. Großbauten, die nur größere und gut organisierte Menschengruppen haben errichten können, sind als Gemeinschaftsleistung zu verstehen. In jedem Fall müssen Ort und Geschehen für die Gemeinschaft aber so bedeutend gewesen sein, dass das Individuum jenen enormen Arbeitseinsatz im Kollektiv zeigte, ohne den einige Anlagen nicht denkbar wären und in diesem Sinne gelten sie auch als Monumente der Sesshaftwerdung mit teilweise überregionaler Bedeutung, da sie benachbarte Gemeinschaften mitunter auch rituell miteinander verbanden oder das Land gar netzartig überzogen, wobei sie jeweils Sichtverbindung zueinander hatten, wie etwa die schwedischen und norddeutschen Megalithgräber des 4. vorchristlichen Jahrtausends zeigen. Sie dienten somit als rituelle Zentren einer durch die bäuerliche Lebensweise bedingten neuen Religion, mit deren Hilfe sich die Megalithbauern des Ackerlandes bemächtigt hatten, das sie nun ernähren musste. Und sie dienten als Markierungen des Territoriums, das gegen andere Gruppen behauptet werden musste, wie vor allem Colin Renfrew vermutete. Ob aber der ökonomische Übergang zu Ackerbau und Viehzucht, die sogenannte Neolithische Revolution, alleiniger Auslöser der Megalithik war, bleibt vor allem für deren Frühphase an der Atlantikküste Nordeuropas fraglich, denn hier fehlen Siedlungen, die Megalithbauten zugeordnet werden könnten.
Vielmehr scheint umgekehrt das astronomisch-kalendarische Wissen, das in der späten Alt- und der frühen Jungsteinzeit der Menschheit zur Verfügung stand, der Hauptgrund der neolithischen Revolution gewesen zu sein. Mit der Entwicklung der landwirtschaftlichen Produktivkräfte, die damit möglich wurde, und der Bevölkerungsexplosion, die dieser Entwicklung folgte, entstand die Möglichkeit, die megalithischen Steinreihen, die Cromlechs und die megalithischen Visuren aufzustellen, die den astronomischen Wissensstand der Priester-Astronomen festzuhalten, deren Überprüfbarkeit zu sichern und die jährliche Aufstellung des neuen Kalenders zu institutionalisieren erlaubten.
Dass in einigen der Grabbauten relativ wenige Bestattungen gefunden wurden, kann zudem darauf hindeuten, dass in einigen Regionen eine gesellschaftliche und wahrscheinlich auch religiöse Hierarchie existierte; an bestimmten Orten (Bougon in Frankreich und Knowth in Irland) wird diese besonders deutlich. Aber auch geregelte Ausräumprozesse sind denkbar, zudem ist in sauren Böden, wie in großen Teilen Irlands und in der nordeuropäischen Tiefebene ohnehin nicht mit Knochenerhaltung zu rechnen. Klaus Schmidt sieht die Bauten von Göbekli Tepe als die Anfänge einer arbeitsteiligen Gesellschaft, eine der Vorbedingungen bäuerlicher Ökonomie. In Wessex lässt sich nach Chris Scarre im Endneolithikum ein Konzentrationsprozess beobachten, der mit Stonehenge kulminierte, für dessen Errichtung Millionen von Arbeitsstunden nötig gewesen sind.
Nach neueren Untersuchungen könnten zudem auch andere Faktoren bei der Nutzung eine Rolle gespielt haben. So wird etwa für Stonehenge die Rolle als medizinisches Zentrum vermutet, zu dem die Kranken pilgerten, um dort Heilung zu suchen, da sich hier das medizinische Wissen der Zeit auch personell konzentrierte.

### Technische und astronomisch-mathematische Interpretationen
Für die Naturwissenschaften treten religiöse und soziologische Interpretationen ob ihres spekulativen Charakters im Allgemeinen zurück: „Völlig unabhängig von solchen eher funktionalen Deutungsversuchen ist für zahlreiche anerkannte Megalithbauten eine überraschende Massstäblichkeit und Planmässigkeit in Aufriss und Anordnung nachgewiesen worden.“

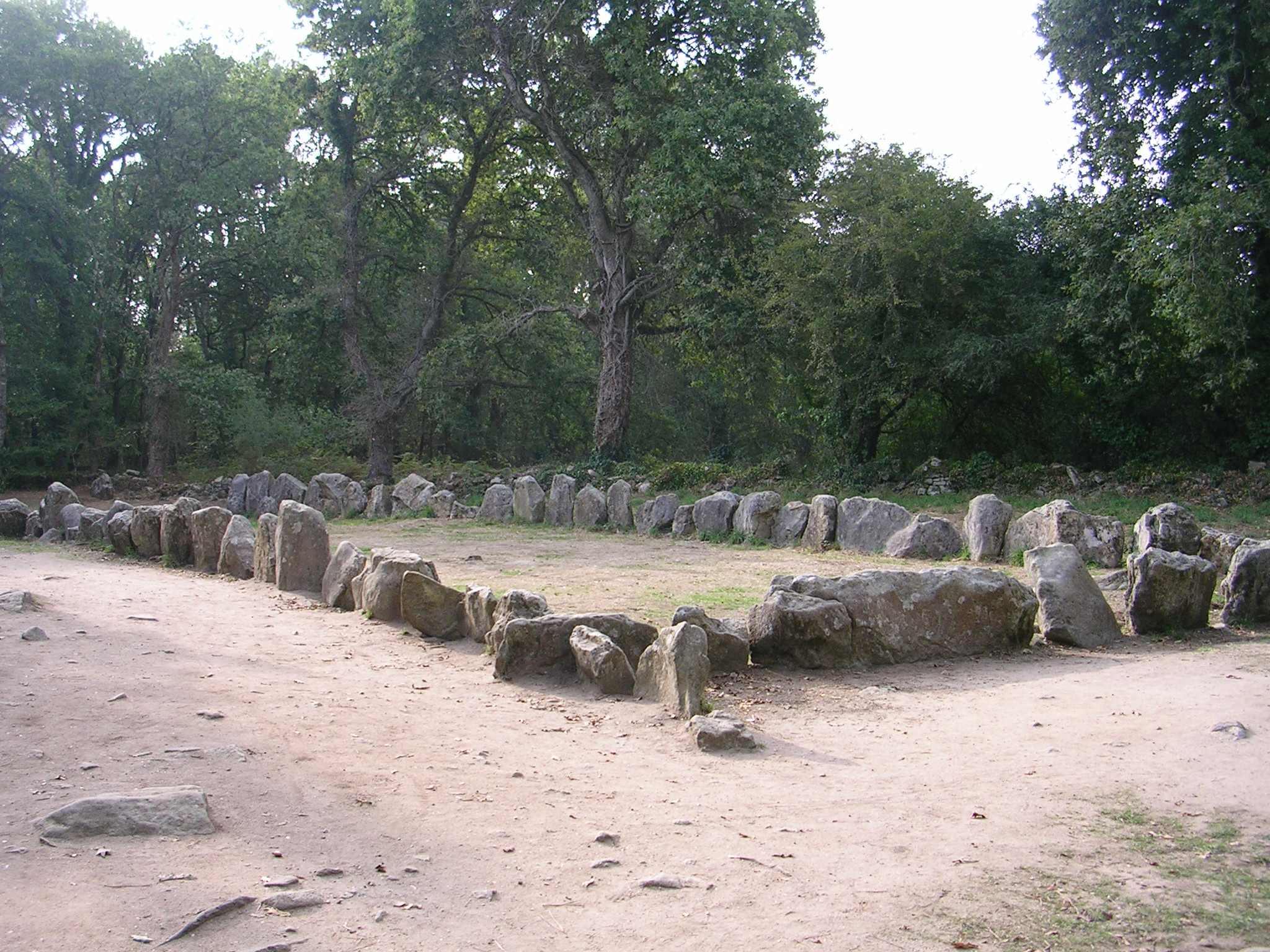
Möglicherweise die untersuchte Grabkammer

Als sicher gilt, dass „auf keinen Fall […] die Erbauer der Megalithdenkmäler ohne Konzeption oder nur nach Zufallsaspekten am Werk (waren). […] Bereits im Übergang von der Jungsteinzeit zur Bronzezeit muss demnach eine vergleichsweise hochentwickelte Mess- und Konstruktionstechnik verfügbar gewesen sein.“
Der Physiker Norman Lockyer, Entdecker des Heliums und Gründer der britischen Wissenschaftszeitung Nature, ist mit seinem Buch „The Dawn of Astronomy“ (1894) der Begründer der Archäo-Astronomie gewesen. Diese Wissenschaft, die zum Ziel hat, die Anfänge der Astronomie zu klären, ist zur Erkenntnis gelangt, dass viele megalithische Anlagen eine astronomische Funktion erfüllten. Schon Lockyer hat nicht nur die astronomischen Orientierungen alter Tempel untersucht, sondern sich zum Beispiel mit dem astronomischen Sinn der Stonehenge-Megalithen beschäftigt. Mit dem Aufkommen des Computers wurde die Arbeit der Archäo-Astronomen stark erleichtert, so dass die Archäo-Astronomie seit dem Ende des Zweiten Weltkrieges eine starke Entwicklung durchgemacht hat.
Langgrab Manio I

Der Autor bezieht sich auf eine Untersuchung die ein Bauensemble nahe Kermario bei Carnac zum Ausgangspunkt nahm: Ein Hügel dort war über einer steinernen Grabkammer mit der Seitenlänge 26,8 Meter aufgeschüttet:

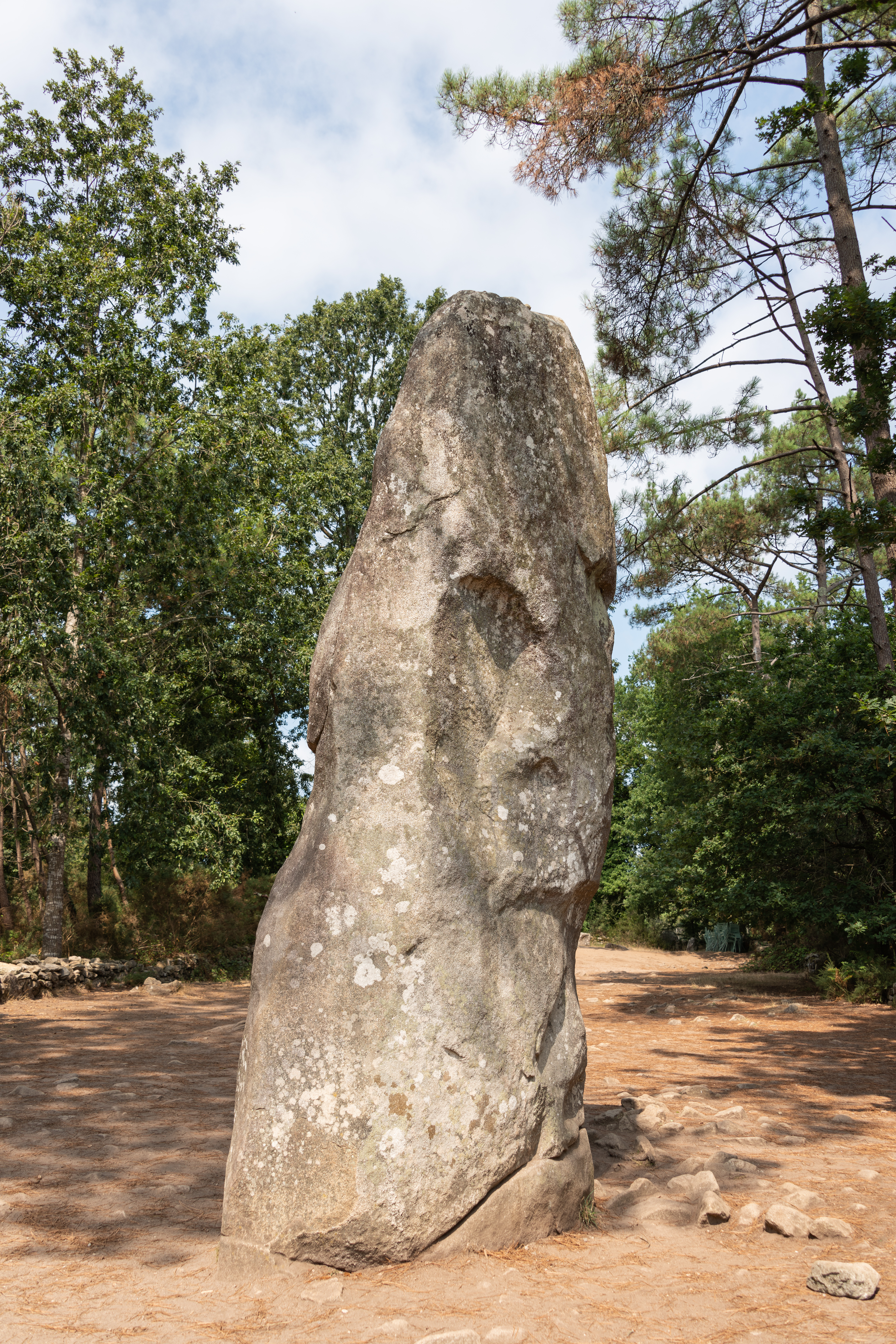
Wahrscheinlich der erwähnte ‚Einzelstein zum Langgrab‘

„Bei einem benachbarten Grabdenkmal, dem Langgrab Manio I befinden sich mehrere Steinsetzungen in Bogenform über Kreisen mit den Durchmessern 11,6 m und 37,9 m. Erstaunlich ist nun, dass alle diese Zahlenwerte bzw. Grundmasse über vergleichsweise einfache Rechnungen voneinander abzuleiten sind: So ergibt 26,8 × {\displaystyle {\sqrt {}}}3/4 = 11,6 und 26,8 × {\displaystyle {\sqrt {}}}2 = 37,9. Das Produkt 37,9 × {\displaystyle {\sqrt {}}}2 = 53,7 ergibt hingegen einen neuen Messwert, der gleich mehrfach in der Megalithanlage Manio I auftritt. Er ist beispielsweise identisch mit dem Abstand eines grossen Einzelsteins (Menhir) zum Langgrab und bezeichnet ferner den Radius eines weiteren Konstruktionskreises von 2 × 53,6 = 107 m.“
Erweiterte Untersuchungen

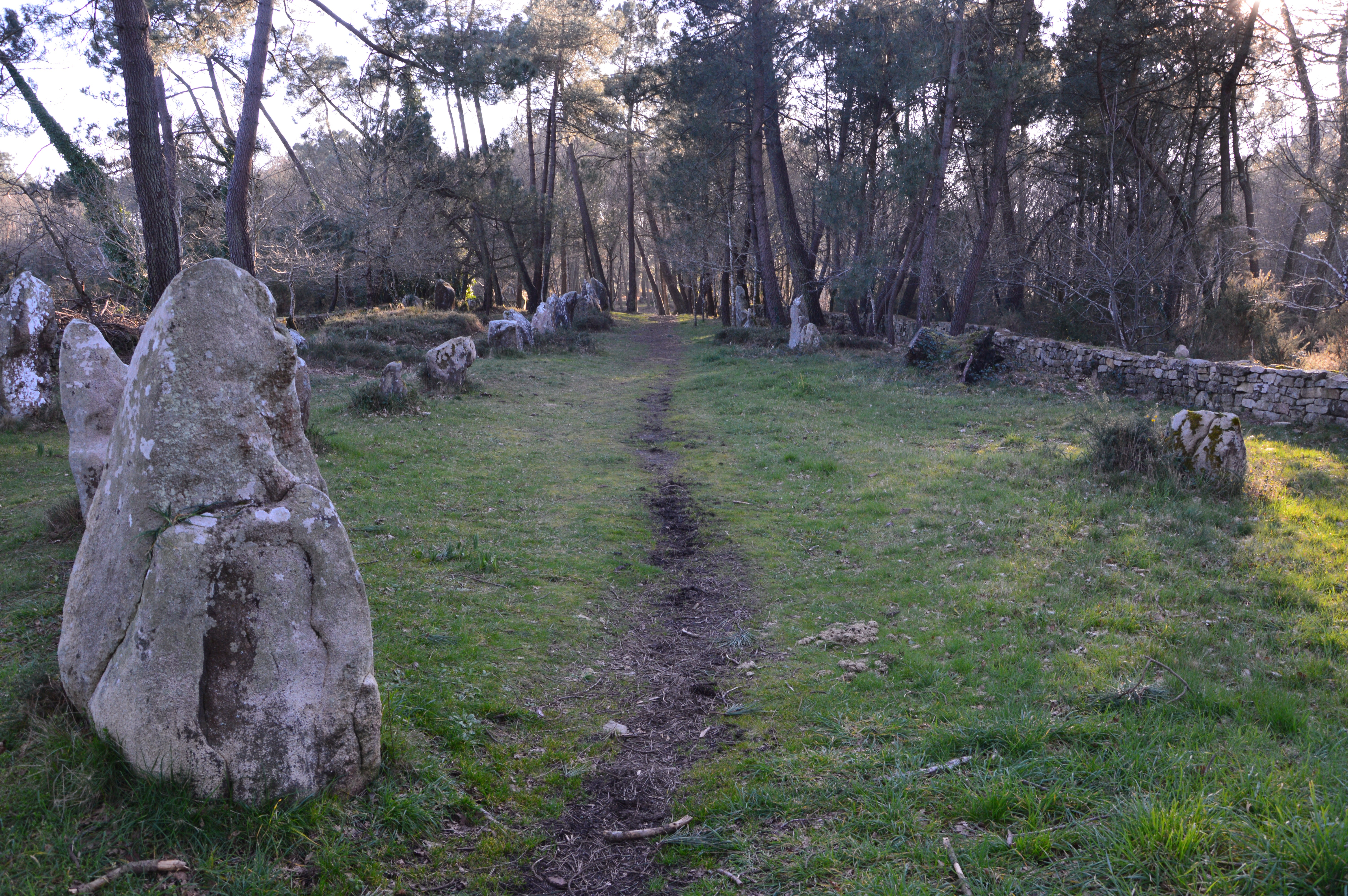
Steinreihe von Petit-Ménec

Die Untersuchung hielt derartige Resultate „bei willkürlicher Geometrie seitens der Megalitherbauer [für] sehr unwahrscheinlich“ und überprüfte weitere Megalithdenkmäler in der Umgebung von Carnac: „Der nordöstlich von Manio I liegende grösste megalithische Steinkreis im kontinentalen Europa […] weist einen Radius von annähernd 116 m auf. In geringer Entfernung davon ist ein Steinbogen (oder unvollendeter Cromlech) bekannt, der einem Kreis mit dem Radius 379 m angehört. Die Entfernung vom Mittelpunkt dieses Kreises zu Manio I beträgt etwa 1160 m, die Distanz von dort zum westlichsten Punkt der Steinzeilen von Petit Ménec ziemlich exakt 1070 m. Die beiden letztgenannten Strecken bilden gleichzeitig die grössere Kathete und die Hypotenuse eines rechtwinkligen Dreiecks, dessen Seiten erstaunlich genau im Verhältnis 5:12:13 zueinander stehen und sogar ein phythagoreisches Dreieck ergeben.“